# رومان أنتونوف
رومان أنتونوف (بالروسية: Антонов, Роман Валерьевич)‏ هو سياسي روسي، ولد في 24 يناير 1972 في دزيرجينسك في روسيا. حزبياً، نشط في روسيا الموحدة. وقد انتخب عضو مجلس الدوما.